# Supertaça Cândido de Oliveira 2021
La Supertaça Cândido de Oliveira 2021 è stata la 44ª edizione di tale competizione, la 21ª a finale unica. 
Si è disputata il 31 luglio 2021 tra lo Sporting Lisbona, vincitore della Primeira Liga 2020-2021, e il Braga, vincitore della Taça de Portugal 2020-2021.
Lo Sporting Lisbona ha vinto la competizione per la nona volta nella propria storia.

## Le squadre
| Squadre          | Qualificazione                             | Partecipazioni precedenti (il grassetto indica la vittoria)     |
| ---------------- | ------------------------------------------ | --------------------------------------------------------------- |
| Sporting Lisbona | Vincitore della Primeira Liga 2020-2021    | 10 (1980, 1982, 1987, 1995, 2000, 2002, 2007, 2008, 2015, 2019) |
| Braga            | Vincitore della Taça de Portugal 2020-2021 | 3 (1982, 1998, 2016)                                            |

## Tabellino
| Arbitro: | João Pinheiro (Braga) |

|                         |           |                |
| Jovane 29’ Pedro G. 43’ | Marcatori | 20’ Fransérgio |